# 평양성 (영화)
"평양성"은 2011년에 개봉한 대한민국의 영화이다.

## 줄거리
서기 668년 한국. 신라의 김법민(황정민)은 작은 남부 한국 국가인 신라의 왕으로, 중국의 당나라 관리들과 연합하여 더 큰 북부 한국 국가인 고구려에 대한 합동 공격을 하기로 계약한다. 이 협정의 조건은 신라가 백제를 돌려받는 것을 포함한다. 연합군은 고구려의 연개소문(이원종)이 죽고 그의 둘째 아들 연남건(류승룡)에게 군대 지휘권을 넘기는 평양성으로 진격한다. 이 행동은 그의 첫째 아들 연남생(윤제문)을 불쾌하게 하는데, 그는 남건만큼 전쟁에 굶주리지 않았다.
성을 방어하는 고구려 병사들은 신라 병사들에게 꿀과 벌을 투석하여 연합군의 첫 공격을 성공적으로 막아낸다. 한편, 신라의 대장군 김유신(정진영)은 중국인보다는 연개소문의 아들들과 직접 상대하는 것을 선호하여 주력군을 연합군에 합류시키는 것을 보류한다. 연남생은 형에 의해 성에서 쫓겨난다. 중국의 이 사령관은 성에 대한 전면적인 공격을 감행하지만 고구려의 비밀 병기에 의해 격퇴된다. 백제 출신의 연합군 병사 '시기'(이문식)가 포로로 잡힌다. 중국의 지배 아래 고통받았던 시기는 연합군에게 사기를 떨어뜨리는 메시지를 방송한다. 시기는 용감한 고구려 여전사 갑순(선우선)과 그녀의 의지에 반하여 결혼하도록 허락받음으로써 보상받는다.

## 캐스팅
- 정진영: 김유신 역
- 이문식: 거시기 역
- 류승룡: 연남건 역
- 윤제문: 연남생 역
- 선우선: 갑순 역
- 김민상: 머시기 역
- 송창곤: 금산병사 역
- 이광수: 문디 역
- 신정근: 김흠순 역
- 전기광: 김품일 역
- 류승수: 김인문 역
- 강하늘: 연남산 역
- 정규수: 보장왕 역
- 정석용: 아바이 역
- 강현중: 을식 역
- 이대연: 이적 역
- 김강일: 글필하력 역
- 정동규: 갑순 아버지 역
- 조하석: 고구려병사 1 역
- 유하복: (고구려)고구려 대신 1 역
- 이영수: 고사계 역
- 원현준: 온사문 역
- 이규섭: 이기우 역
- 강득종: 거창병사 역
- 최대성: 상주병사 역
- 류성현: 신라 정읍 병사 역
- 전원주: 거시기 어머니 역 (특별출연)
- 이원종: 연개소문 역 (특별출연)
- 박용우: 무기 나르는 고구려 병사 역 (특별출연)
- 류승완: 특공대장수 1 역 (특별출연)
- 한재덕: 특공대장수 2 역 (특별출연)
- 김병만: 땅굴 보초 1 역 (특별출연)
- 류담: 땅굴 보초 2 역 (특별출연)
- 황정민: 신라 왕 김법민 역 (특별출연)
- 김육룡: 황제 역 (특별출연)

## 수상
- 2011년 제33회 황금촬영상
  - 최우수 남우주연상 - 정진영[1]